# 久能靖
久能 靖（くのう やすし、1936年2月13日 - ）は、日本のジャーナリスト、アナウンサー。
元日本テレビアナウンサー、同局専属ニュースキャスター。千葉県出身。妻は元宝塚歌劇団の女優の久美かおる。

## 来歴
少年時代を長野県北信地域で過ごす。神奈川県立小田原高等学校、東京大学文学部卒業後、1960年、アナウンサーとして日本テレビへ入社、ニュース、スポーツ、舞台中継などを担当。同期に久保晴生・宮尾俊輔がいる。
1972年、連合赤軍あさま山荘事件では長時間にわたって実況報道を担当した。事件報道を機に報道部へ異動を志願し、記者に転じる。
1988年9月19日、「昭和天皇重体」の一報を聞きつけ、報道局に詰めて取材にあたる。以後、崩御に至るまで皇室や宮内庁の足取りを追い、報道特別番組のキャスターを務めたことが、皇室ジャーナリストに転じるきっかけとなる。
1990年9月、55歳の定年を待たずに日本テレビを退社し、フリージャーナリストとなる。併せて日本テレビとの専属契約を交わしたため（実質的には嘱託契約に近い待遇）、キャスターとして出演した番組はそのまま継続した。1992年にはフリーの立場で「皇室グラフィティ（現在の皇室日記）」の立ち上げに参画する。自身が持つニュースコーナーでは報道局制作の原稿を使わず、自ら原稿代わりのメモを作成し、わかりやすく伝えることに徹した。また、時折ダジャレを織り交ぜる独自のユーモアセンスで既存のキャスターイメージを刷新したパイオニアでもあった。
2004年5月、「日テレにはここまで育てて頂き感謝している。可能なら報道局の後輩にバトンタッチしたい」と語り、長年務めてきたニュースコーナー「情報特急便（おもいッきりテレビ）」、「NEWS撮って出し（ザ・ワイド）」のキャスターを降板した。希望通り、報道部の後輩である真山勇一に引き継ぎ、日本テレビとの専属契約を円満終了した。
その後は長野県に移住し、皇室ジャーナリストとして活動している。また、日本テレビ系列局であるテレビ信州の報道番組『TSB NEWS 報道ゲンバ』に、月曜日のコメンテーターとして2009年3月まで出演していた。

## 出演番組
※特記番組以外は全て日本テレビ。この他、記者リポートや報道特別番組（特に皇室関連のニュース）のキャスターを務めた。
| 期間                               | 期間                               | 番組名                            | 役職                               | 担当日     | 備考 |
| ---------------------------------- | ---------------------------------- | --------------------------------- | ---------------------------------- | ---------- | --- |
| 同局入社直後                       | 同局入社直後                       | NNNきょうの出来事                 | シフト勤務キャスター               | （交替制） | |
| 1982年4月5日                       | 1983年3月31日                      | 6時です!4チャンネル               | キャスター                         | 平日       | |
| 1983年5月9日                       | 1987年10月2日                      | ルンルンあさ6生情報               | ニュースキャスター兼コメンテーター | 平日       | |
| 1987年10月5日 および 1992年3月30日 | 1990年3月30日 および 2004年5月28日 | 午後は○○おもいッきりテレビ        | 『情報特急便』キャスター           | 平日       | 番組開始当初はコメンテーターも兼任、番組再登板時はフリージャーナリストでの同局専属契約アナウンサーとして出演 |
| 1990年4月1日                       | 1991年9月29日                      | NNN日曜夕刊                       | キャスター                         | 日曜日     | 両番組とも、1990年10月からフリージャーナリストでの専属契約アナウンサーとして出演                             |
| 1990年4月6日                       | 1991年9月28日                      | NNNニュースプラス1                | キャスター                         | 金・土曜日 | 両番組とも、1990年10月からフリージャーナリストでの専属契約アナウンサーとして出演                             |
| 1991年10月1日                      | 1992年3月27日                      | キャッチ                          | コメンテーター                     | 平日       | |
| 1992年10月4日                      | 2009年12月27日                     | 皇室グラフィティ→皇室日記         | 司会                               | 日曜日     | |
| 1993年4月5日                       | 2004年5月28日                      | ザ・ワイド                        | 『NEWS撮って出し』キャスター       | 平日       | |
| 2001年10月                         | 2004年5月                          | ズームイン!!SUPER                 | 辛坊治郎のリリーフなどで不定期出演 | （不定期） | |
| 2005年10月3日                      | 2009年7月3日                       | びービーみつばち（テレビ金沢）    | コメンテーター                     | （不定期） | 両番組とも、キー局・日本テレビとの専属契約を解除しフリージャーナリストに専任して出演                         |
| 2007年10月1日                      | 2009年3月23日                      | TSB NEWS 報道ゲンバ（テレビ信州） | コメンテーター                     | 月曜日     | 両番組とも、キー局・日本テレビとの専属契約を解除しフリージャーナリストに専任して出演                         |

## 著書
- 『浅間山荘事件の真実』河出書房新社、2000年、河出文庫、2002年
  - 増補版『連合赤軍 浅間山荘事件の真実』河出文庫、2021年
- 『「よど号」事件　122時間の真実』河出書房新社、2002年
- 『高円宮殿下』河出書房新社、2003年
- 『川上犬物語』河出書房新社、2007年
- 『日本の皇室　なぜ、菊の御紋なの？』PHP研究所、2008年。編著：ビジュアル図解シリーズ
- 『知られざる皇室　伝統行事から宮内庁の仕事まで』河出書房新社、2010年、増訂版2019年
- 『カラー図説　天皇の祈りと宮中祭祀』勉誠出版、2013年
- 『皇宮警察』河出書房新社、2017年
- 『知っているようで知らない「日本の皇室」がわかる本』三笠書房・知的生きかた文庫、2018年
- 『実録 昭和の大事件「中継現場」』河出書房新社、2020年